# Polia semiconfluens
Polia semiconfluens là một loài bướm đêm trong họ Noctuidae.